# Nalin & Kane
Nalin & Kane was een Duits dj-duo. In 1997 werden Nalin & Kane bekend met de hit Beachball, die in meerdere West-Europese landen in de hitlijsten stond. In 1999 scoorden ze nog een kleine hit met Open your eyes. In Duitsland zelf waren er vijf hits.
Sommige platen werden uitgebracht als Nalin Inc. Hierbij gaat het overigens ook om beide artiesten, niet Andry Nalin alleen. Bialek vormde ook het duo The Drumheads met Maik Maurice. Het duo bestond uit de volgende twee leden:
- Andry Nalin, geboren als Andreas Bialek (14 mei 1969)
- Harry Kane, geboren als Ralf Beck (21 november 1966)

## Discografie

### Albums
Het duo bracht twee albums uit, die beide hitloos bleven.
Als Nalin & Kane
- 2001: The remixes

Als Nalin I.N.C.
- 2002: Different affairs

### Hitlijsten
| Single met eventuele hitnotering(en) in de Nederlandse Top 40 | Datum van verschijnen | Datum van binnenkomst | Hoogste positie | Aantal weken | Opmerkingen                                                     |
| ------------------------------------------------------------- | --------------------- | --------------------- | --------------- | ------------ | --------------------------------------------------------------- |
| Beachball                                                     | 1997                  | 13-08-1997            | 24              | 5            | Dancesmash op Radio 538                                         |
| Open Your Eyes                                                | 1999                  |                       | tip17           |              | Dancesmash op Radio 538                                         |
| Cruising                                                      | 2004                  | 22-05-2004            | 22              | 7            | vs Denis The Menace feat. Alex Prince / Dancesmash op Radio 538 |

Het duo behaalde ook de volgende hitnoteringen. Voor Vlaanderen is de Ultratop 50 weergegeven en voor Nederland de Single Top 100:
| Single         | jaar | Vlaanderen | Nederland | Duitsland | Zwitserland | Oostenrijk | Frankrijk | Verenigd Koninkrijk | opmerking  |
| -------------- | ---- | ---------- | --------- | --------- | ----------- | ---------- | --------- | ------------------- | ---------- |
| Beachball      | 1997 | 36         | 10        | 10        | 19          | 31         | 43        | 17                  |            |
| Planet violet  | 1997 | -          | -         | 37        | -           | -          | -         | 51                  | Nalin Inc. |
| Talkin' about  | 1998 | -          | -         | 85        | -           | -          | -         | -                   |            |
| Open your eyes | 1999 | tip13      | 85        | 46        | -           | -          | -         | -                   |            |
| Scream         | 2002 | -          | -         | 73        | -           | -          | -         | -                   | Nalin Inc. |